# Hernandaria scabricula
Hernandaria scabricula is een hooiwagen uit de familie Gonyleptidae.